# Allekvia löväng
Allekvia löväng este o arie protejată (arie specială de conservare — SAC, sit de importanță comunitară — SCI) din Suedia întinsă pe o suprafață de 11,2 ha, integral pe uscat.

## Localizare
Centrul sitului Allekvia löväng este situat la coordonatele 57°36′33″N 18°25′49″E / 57.6092°N 18.4302°E.

## Înființare
Situl Allekvia löväng a fost declarat sit de importanță comunitară în decembrie 1995 pentru a proteja un număr necunoscut de specii din flora spontană și fauna sălbatică aflate în arealul zonei. Situl a fost protejat și ca arie specială de conservare în martie 2011.

## Biodiversitate
Situată în ecoregiunea boreală, aria protejată conține 4 habitate naturale: Păduri caducifoliate bătrâne naturale hemiboreale fino-scandinave (Quercus, Tilia, Acer, Fraxinus sau Ulmus) bogate în specii epifite, Pășuni din zone de pădure fino-scandinave, Pajiști din zone de pădure fino-scandinave, Pajiști uscate seminaturale și facies de acoperire cu tufișuri pe substraturi calcaroase (Festuco-Brometalia) (* situri importante pentru orhidee).
La baza desemnării sitului se află un număr nedeclarat de specii protejate.